# John James Shepherd
John James Shepherd (nacido el 2 de junio de 1884 - 9 de julio de 1954) fue un atleta británico que compitió en varios Juegos Olímpicos.
Shepherd fue campeón olímpico en el tira y afloja por primera vez durante los Juegos Olímpicos de 1908 en Londres. Formó parte del equipo británico de la Ciudad de Policía de Londres que derrotó a Policía de Liverpool en la final. Él ganó su segundo título olímpico en el tira y afloja doce años más tarde, durante los Juegos Olímpicos de Amberes 1920.